# Vĩnh Lộc, Thành phố Hồ Chí Minh
Vĩnh Lộc là một xã thuộc Thành phố Hồ Chí Minh, Việt Nam.

## Địa lý
Xã Vĩnh Lộc A nằm ở phía bắc huyện Bình Chánh, có vị trí địa lý:
- Phía đông giáp quận Bình Tân
- Phía tây giáp xã Phạm Văn Hai
- Phía nam giáp xã Vĩnh Lộc B
- Phía bắc giáp huyện Hóc Môn.

Xã có diện tích 19,66 km², dân số năm 2021 là 164.488 người,  mật độ dân số đạt 8.366 người/km². Đây là xã đông dân nhất Thành phố Hồ Chí Minh hiện nay.

## Lịch sử
Xã Vĩnh Lộc A được thành lập vào ngày 1 tháng 11 năm 1985 theo Quyết định số 258-HĐBT của Hội đồng Bộ trưởng trên cơ sở 1754,12 ha diện tích tự nhiên và 10.256 người của xã Vĩnh Lộc cũ.